# Apley-Grinding-Test
Der Apley-Grinding-Test (benannt nach Alan Graham Apley (1914–1996), engl. to grind = schleifen, reiben) ist ein medizinisches Untersuchungsverfahren zum Nachweis von Meniskusschäden im Kniegelenk.
Der Patient befindet sich bei der Untersuchung in Bauchlage und das Kniegelenk wird vom Untersuchenden rechtwinklig gebeugt. Wenn bei passiver Außen- oder Innenrotation des Unterschenkels unter gleichzeitiger axialer Stauchung des Unterschenkels nach unten Schmerzen im Kniegelenk auslösbar sind, ist der Test positiv. Schmerzen bei Außenrotation des Knies sprechen für eine Läsion des Innenmeniskus, Schmerzen bei Innenrotation für eine Läsion des Außenmeniskus. Treten Schmerzen bei Rotation und gleichzeitigem Zug am Unterschenkel auf, ist dies ein Hinweis auf eine Verletzung der Gelenkkapsel und der Seitenbänder des Kniegelenks.